# 招商銀行全球總部大廈
招商銀行全球總部大廈，是一個位於中華人民共和國廣東省深圳市南山区深圳湾超级总部基地內的超高層摩天大樓項目，將取代招商銀行大廈成為招商銀行的新總部大樓。項目於2019年動工，於重新設計後將延至2025年完工。

## 建築特色
招商銀行全球總部大廈由分別高387.35米的辦公室大樓，以及南側4幢副樓組成，面積合共470,000平方米。

## 建設歷程
- 2016年12月，招商銀行投得此項目所在T207-0051地塊的地上權，作價59億5,000萬元人民幣[4] 。
- 2017年9月，招商銀行全球總部大廈設計招標正式開展，最後於2018年尾由諾曼·福斯特建築師事務所中標。
- 2018年12月，項目地基工程正式開始。
- 2022年3月，當局批准項目重新設計後的方案，主樓高度由350米增至388米[5]。